# Кумбс, Лаура
Лаура Кумбс (англ. Laura Coombs; род. 29 января 1991, Грейвзенд, Кент) — английская футболистка, полузащитник клуба «Манчестер Сити» и национальной сборной Англии.

## Клубная карьера

### Ранняя карьера
Кумбс начала играть в футбол в возрасте семи или восьми лет, когда присоединилась к команде, которой руководил отец её лучшей подруги. Она перешла в молодёжную академию «Арсенала» и начала играть в основном составе в 16 лет. В сентябре 2009 года Кумбс дебютировала в Лиге чемпионов в матче, в котором «канониры» одержал победу со счетом 9:0 над греческим клубом ПАОК. Летом 2011 года Кумбс играла за американскую команду «Лос-Анджелес Страйкерс», забив один гол в восьми матчах.

### «Челси»
Во время перерыва в середине сезона 2011 Кумбс перешла в «Челси». В 2012 году «Челси» впервые вышла в финал Кубка Англии в 2012 году, но в итоге проиграла «Бирмингем Сити» в серии послематчевых пенальти. В середине сезона 2013 Кумбс снова поработала с «Лос-Анджелес Страйкерс». На Международном женском клубном чемпионате 2013 Кумбс забила гол в полуфинале, в котором «Челси» одержал победу со счетом 3:2 над «Сиднеем».
В 2015 году «Челси» выиграл свой первый крупный трофей, победив в финале кубка Англии 2015 года на стадионе «Уэмбли». Затем в октябре 2015 года они обыграли «Сандерленд» со счетом 4:0, завоевав национальный титул и оформив золотой дубль.

### «Ливерпуль»
22 декабря 2015 года было объявлено о переходе Кумбс на правах аренды на сезон в «Ливерпуль», в тот же день, когда «Челси» подписал Карен Карни из «Бирмингем Сити». В 2017 году она подписала двухлетний контракт с «красными».

### «Манчестер Сити»
В июне 2019 года Кумбс подписала двухлетний контракт с «Манчестер Сити». С «Сити» она выиграла Кубок Англии в 2020 году. В мае 2021 года продлила на два года контракт с «Манчестер Сити». Спустя год она триумфально подняла над головой Кубок лиги с «горожанами».

## Карьера за сборную
В июле 2009 года Кумбс сыграла за сборную Англии до 19 лет, которая выиграла чемпионат Европы в Беларуси, победив в финале шведок со счётом 2:0. В следующим году Англия вышла в финал чемпионата Европы в Македонии, где проиграла титул Франции. Кумбс выбыла из-за травмы перед полуфиналом.
В октябре 2015 года Марк Сэмпсон, возглавлявший в то время национальную сборную Англии, вызвал Кумбс на Кубок Китая. 23 октября она дебютировала, выйдя на замену в победном матче против сборной Китая (2:1). В 2020 году она была вызвана в тренировочный лагерь Англии, но не была задействована.
Не играя за Англию с 2015 года, Кумбс была вызвана на Кубок Арнольда Кларка 2023 года после того, как хорошо выступила за «Манчестер Сити». Она стала самым возрастным игроком в составе и сказала, что, хотя она всегда хотела представлять свою страну, она приостановила эти стремления после того, как её так долго не вызывали. Она заменила бывшую напарницу по «Сити» Джорджию Стануэй в их первом матче и вышла в стартовом составе в следующем. В мае 2023 года Кумбс была включена в состав на чемпионате мира 2023 года.

## Личная жизнь
Кумбс окончила Университет Хартфордшир по специальности «HR и бизнес». Она стремится стать предпринимателем.

## Статистика

### Международная
| Сборная | Год  | Матчи | Голы |
| ------- | ---- | ----- | ---- |
| Англия  | 2015 | 2     | 0    |
| Англия  | 2023 | 5     | 0    |
| Итог    | Итог | 7     | 0    |

## Достижения

### Клубные

#### «Челси»
- Чемпионка Англии: 2015[англ.][7][22]
- Обладательница Кубка Англии: 2014/15[7][22]

#### «Манчестер Сити»
- Обладательница Кубка Англии: 2019/20[12]
- Обладательница Кубка английской лиги[англ.]: 2021/22[12]

### Международные
- Вице-чемпионка мира: 2023[23]
- Победительница Женской Финалиссимы: 2023